# VG-1細胞
VG-1是一種起源於原發性滲出性淋巴瘤(PEL) 的B細胞細胞系，由David T. Scadden的研究小組於2000年在麻省總醫院發現。 它可被卡波西氏肉瘤疱疹病毒感染，但在人類皰疹病毒第四型中呈陰性。

## 外部連結
- Cellosaurus entry for VG-1